# PGC 37338
LEDA/PGC 37338 ist eine Spiralgalaxie vom Hubble-Typ Sb  mit aktivem Galaxienkern im Sternbild Großer Bär am Nordsternhimmel. Sie ist schätzungsweise 828 Millionen Lichtjahre von der Milchstraße entfernt und hat einen Durchmesser von etwa 170.000 Lichtjahren.
Im selben Himmelsareal befinden sich u. a. die Galaxien NGC 3938, PGC 37327, PGC 2239055, PGC 2244663.